# Chak-chak
Chak-chak é um doce típico da culinária da Quirguízia, feito com macarrão frito e mergulhado num xarope. Apesar dos quirguizes serem maioritariamente muçulmanos, a receita do seu site oficial indica que a massa deve ser feita com farinha, ovos, leite, vodka ou conhaque. A massa é depois estendida e cortada em tiras como fetucinni ou linguine curtos, que são fritos em óleo e, depois de escorridos, cobertos com um xarope feito com mel e açúcar e guarnecidos com passas de uva e nozes. 